# Lasiohelea quadrangula
Lasiohelea quadrangula är en tvåvingeart som beskrevs av Yu och Yan 2007. Lasiohelea quadrangula ingår i släktet Lasiohelea och familjen svidknott. Inga underarter finns listade i Catalogue of Life.